# Musaranya de la tundra
La musaranya de la tundra (Sorex tundrensis) és una espècie de musaranya del gènere Sorex. És una de les poques espècies d'aquest grup present tant al paleàrtic com al neàrtic. El seu àmbit de distribució s'estén des de Sibèria a l'est del riu Petxora fins a la costa nord-oriental d'Àsia, però no es troba a Kamtxatka. També es troba a Nord-amèrica, on s'estén des de les Aleutianes, l'oest, el centre i el nord d'Alaska fins a la regió nòrdica del riu Yukon. El seu hàbitat és l'estepa de tundra. A causa d'aquest hàbitat septentrional, és un dels pocs insectívors de la fauna àrtica.